# Flèche wallonne 1998
La Flèche wallonne 1998, 62e  édition de la course, a lieu le 15 avril 1998 sur un parcours de 201 kilomètres, entre Charleroi et le mur de Huy. La victoire revient au Danois Bo Hamburger.

## Classement final
| #  | Coureur             | Équipe        |    | Temps           |
| -- | ------------------- | ------------- | -- | --------------- |
| 1  | Bo Hamburger        | Casino-Ag2r   | en | 5 h 06 min 41 s |
| 2  | Frank Vandenbroucke | Mapei-Bricobi | +  | 6 s             |
| 3  | Alberto Elli        | Casino-Ag2r   |    | 10 s            |
| 4  | Maarten den Bakker  | Rabobank      |    | 12 s            |
| 5  | Michele Bartoli     | Asics         |    | 15 s            |
| 6  | Luc Leblanc         | Polti         |    | 17 s            |
| 7  | Pascal Hervé        | Festina-Lotus |    | 18 s            |
| 8  | Roberto Petito      | Saeco         |    | 19 s            |
| 9  | Laurent Dufaux      | Festina-Lotus |    | 22 s            |
| 10 | Rodolfo Massi       | Casino-Ag2r   |    | 25 s            |